# موريلو كوستا
موريلو كوستا (31 أكتوبر 1994 في البرازيل - ) هو لاعب كرة قدم برازيلي في مركز الوسط. لعب مع سبورتينغ براغا.

## وصلات خارجية
- موريلو كوستا على موقع رابطة كرة القدم اليابانية للمحترفين (اليابانية)
- موريلو كوستا على موقع قاعدة بيانات كرة القدم.إي يو (الإنجليزية)
- موريلو كوستا على موقع Soccerway.com (الإنجليزية)